# Graomys griseoflavus
Graomys griseoflavus е вид бозайник от семейство Хомякови (Cricetidae).

## Разпространение
Видът е разпространен в Аржентина, Боливия, Бразилия и Парагвай.